# Климово (Степуринское сельское поселение)
Климово — деревня в Старицком районе Тверской области. Входит в состав Степуринского сельского поселения.

## География
Находится в южной части Тверской области на расстоянии приблизительно 6 км на северо-восток по прямой от административного центра поселения деревни Степурино.

## История
Деревня была отмечена ещё на карте 1825 года. В 1859 году здесь (деревня Старицкого уезда) было учтено 97 дворов, в 1941 году — 151.

## Население
Численность населения: 702 человека (1859 год), 15 (русские 93 %) в 2002 году, 7 в 2010.